# Bernardo de Serpa Pimentel

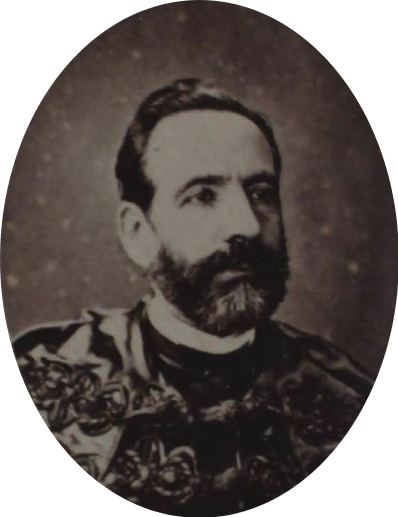
Bernardo de Serpa Pimentel

Bernardo de Serpa Pimentel (Coimbra, 26 de abril de 1817 —  ?, 9 de fevereiro de 1895).

## Biografia
Foi filho de Manuel de Serpa Machado e de D. Ana Rita Freire Pimentel. Era irmão do 2º visconde de Gouveia, José Freire de Serpa Pimentel, e do 2º barão de São João de Areias, Manuel de Serpa Pimentel. Casou na capela de Santo António, da Casa da Cioga do Monte, na freguesia de Trouxemil, Coimbra, a 7 de Novembro de 1859, com D. Zília Xavier de Melo Machado Almeida e Castro, de quem teve sete filhos.
Bacharel formado em Leis pela Universidade de Coimbra em 1839, foi lente substituto extraordinário da Faculdade de Direito (1843), lente de prima, decano e director daquela Faculdade, bibliotecário da Universidade (20 de Abril de 1858), cargo de que foi exonerado por motivo da desanexação por lei desse serviço, e novamente nomeado por decreto de 25 de Maio de 1872, exercendo a sua actividade até 17 de Fevereiro de 1894, data em que foi exonerado a seu pedido, por motivos de saúde; director da imprensa e vice-reitor, desde 1883, da mesma Universidade, vogal do Conselho do Distrito de Coimbra, vogal e presidente da Junta Geral (1847-1848).
Recebeu as honras de Par e Grande do Reino.